# Guidan Roumdji
Guidan Roumdji este o comună urbană din departamentul Guidan Roumdji, regiunea Maradi, Niger, cu o populație de 63.599 de locuitori (2001).